# Лестер-Прери
Лестер-Прери (англ. Lester Prairie) — город в округе Мак-Лауд, штат Миннесота, США. На площади 1,9 км² (1,9 км² — суша, водоёмов нет), согласно переписи 2002 года, проживают 1377 человек. Плотность населения составляет 737,6 чел./км².
- Телефонный код города — 320
- Почтовый индекс — 55354
- FIPS-код города — 27-36728[1]
- GNIS-идентификатор — 0646615[2]